# Tondo (umetnost)
Tondo je renesančni izraz za krožno umetniško delo, bodisi v slikarstvu ali kiparstvu. Beseda izhaja iz italijanske Rotondo - "okrogli". Izraz se običajno  ne uporablja za majhne okrogle slike, ampak samo tiste, velike približno 60 cm v premeru, torej brez številnih okroglih portretnih miniatur, v kiparstvu je prag precej nižji.
Umetniki so ustvarjali tondi od grške antike dalje. Krožne slike v središču poslikane vaze iz tega obdobja so znane kot tondo, znotraj širše nizke vinske čaše imenovane kylix, tudi obkrožene kompozicije. Slog je oživel v petnajstem in šestnajstem stoletju predvsem v Italiji. Od takrat dalje je bil manj pogost. V slikah Forda Madoxa Browna Zadnji pogled na Anglijo, ladje žične ograje krivljene okrog likov pomagajo sestaviti tondo obliko.
Scena v ozadju je konsolidirana ali opuščena in v veliki meri nepomembna. Medtem ko je ozadje vidno v tondo slikah, v tondo reliefih tega ni. Andrea della Robbia in drugi člani njegove družine so ustvarili zastekljene terakota tonde, ki so bili pogosto uokvirjeni v venec plodov in listov, ki so bili namenjeni za zapiranje v štukirano steno. V Brunelleschijevi Ospedale degli Innocenti (Bolnici nedolžnih), Firence, 1421-1424, je Andrea della Robbia zagotovil otroka iz glazirane terakote v ovijajoči obleki v tondih z navadnim modrim ozadjem, ki je omejeno s trikotniki ob obodu kroga.
V 16. stoletju je bil slikarski slog istoriato okras izdelkov iz majolike, ki je veljal za velike krožne servirne posode.
Tondo je bil prav tako uporabljen kot element oblikovanja v arhitekturi od renesanse dalje. Lahko je stal na sredi dvokapnega pedimenta ali pod okroglo glavo loka, kar je bil oživljen slog v 15. stoletju.
Zgodnje renesančni ali poznogotski tondo je burgundski, iz Champmol (Pietà, Jean Malouel iz let 1400-1415, danes v Louvru), a je postal moden v 15. stoletju v Firencah,  številnimi Botticellijevimi slikami, tako z Marijinimi kot pripovednimi prizori. Michelangelo je uporabljal krožni tondo v nekaj kompozicijah, tako slikanih kov pri kipih, vključno Sveta družina (Doni Tondo) ali Rafaelov Doni Tondo v galeriji Uffizi.
Neredko naletimo na sinonim rondo, ki je veliko bolj običajen in se nanaša na glasbeno obliko.